# Santa Catalina (Río Cuarto)
Santa Catalina, o más conocida como Holmberg, es una localidad situada en el departamento Río Cuarto, provincia de Córdoba, Argentina.
Está situada a 10 km de la ciudad de Río Cuarto y a 200 km de la Ciudad de Córdoba sobre la RN 8 y sobre el ferrocarril de cargas General San Martín.
La principal actividad económica es la agricultura y la ganadería.
Su fiesta patronal es el 30 de abril.
Esta localidad es más conocida por el nombre de su estación ferroviaria: Holmberg, inaugurada el 20 de octubre de 1875, junto con el tramo ferroviario entre Río Cuarto y Villa Mercedes (San Luis).

## Geografía

### Población
Cuenta con 5041 habitantes (Indec, 2022), lo que representa un incremento del 23% frente a los 3860 habitantes (Indec, 2010) del censo anterior. Existen en la localidad 1152 viviendas.
| Gráfica de evolución demográfica de Santa Catalina entre 1991 y 2022 |
|                                                                      |
| Fuente: Censos nacionales del INDEC                                  |

## Guarnición
| Unidades de la Cu Ej Holmberg                                 | Abreviatura |
| ------------------------------------------------------------- | ----------- |
| Batallón de Arsenales 604 «Teniente Coronel José María Rojas» | B Ars 604   |

## Parroquias de la Iglesia católica en Holmberg
| Diócesis  | Villa de la Concepción del Río Cuarto |
| --------- | ------------------------------------- |
| Parroquia | Santa Catalina de Siena               |